# 9228 Nakahiroshi
9228 Nakahiroshi è un asteroide della fascia principale. Scoperto nel 1996, presenta un'orbita caratterizzata da un semiasse maggiore pari a 3,0822816 UA e da un'eccentricità di 0,0195216, inclinata di 5,81137° rispetto all'eclittica.
L'asteroide è dedicato all'astrofilo giapponese Hiroshi Nakanishi.